# Jernhatten
Jernhatten er en fredet bakke og udsigtspunkt på Djurslands østkyst ud mod Kattegat ca. midt mellem Ebeltoft og Grenaa. Fra Jernhattens højeste punkt (49 m.o.h.) kan man se øen Hjelm og store dele af det østlige Mols. Bakken består af mergelagtigt ler, der er dannet ved istidens afslutning på et tidspunkt, hvor isfronten forløb øst-vest.
Den østvendte kystskrænt har et fald ned mod stranden, der giver øget solindstråling. Da skrænten samtidig ligger i den tørreste del af Danmark (Kattegatområdet), er den varm og tør med et lokalklima, der svarer til de østeuropæiske stepper med en tilsvarende steppepræget bevoksning.
På toppen af bakken findes en forkrøblet bøgeskov med blå anemone, almindelig vedbend og vild æbel - abild. Øst for Jernhatten ligger et overdrev, som vedligeholdes med græsning. Her kan man opleve hulkravet kodriver i massevis om foråret. Ved bakkens fod langs stranden har landhævning siden stenalderen skabt en strandeng, der er under tilgroning med slåen, almindelig hvidtjørn og abild.
I havet ud for Jernhatten er der et stenrev, som sportsdykkere anser for at være blandt de mere interessante i Danmark.
Ved Havmølle Åens udløb syd for Jernhatten ligger der rester af skanser fra Englandskrigene 1807-1814, og et areal på 266 hektar er fredet.
Jernhatten er lettilgængelig i bil. Gåturen fra p-pladsen til toppen er på ca. 300 meter. Hvis man vil have en omkring 5 km lang kystgåtur ud af det, i et specielt og øde område med kysterosion, kan det anbefales at fortsætte mod nord langs kysten fra Jernhatten. Efter en åben bugt kommer der et skovområde med stejle kystskrænter hvor flere kildevæld springer ud af skrænterne, og løber ud i havet. Her er der også store væltede træstammer ned i vandet. Yderligere er der et område med en nedskridende bakke, hvor store bøgetræer står i skæve vinkler. Undergrunden består af ustabilt plastisk ler.
- Jernhatten set fra sydvest
- Overdrevet på Jernhatten
- Mergel fra Jernhatten
- Skovbund på Jernhatten
- Forkrøblet bøg på Jernhatten
- Trigonometrisk målefikspunkt fra toppen af Jernhatten

Henrik Pontoppidan fortæller i sine erindringer at han som dreng havde "i Selskab med min anden nære Ven Fredrik gjort en mindre Fodtur tværs igennem Djursland til den høje Klint 'Jernhatten' paa Kattegats-kysten, hvor Synet af Havet og Bruset fra Havstokken gjorde et overvældende Indtryk paa os to Drenge fra Gudenaa-Dalen med dens roligt henglidende Strøm."